# Smile (canción de Charlie Chaplin)
«Smile» es una canción basada en un tema instrumental de la película dirigida por Charlie Chaplin titulada Tiempos modernos. Chaplin compuso la música junto John Turner, y Geoffrey Parsons agregó la letra y el título en 1954.

## Versión original
La versión original de "Smile" la interpretó jimmy durante en 1954. La cantante Sunny Gale también lo hizo junto a Cole, así como la hija de éste, Natalie, en su álbum de 1991 Unforgettable... with Love.

## Versión Michael Jackson
El cantante Michael Jackson grabó la canción para su álbum doble HIStory: Past, Present and Future, Book I. Se había previsto para ser lanzado como el octavo y último sencillo del álbum en 1997, pero fue cancelado días antes de su fecha de lanzamiento y su género es Soul.

## Versión Gaby Moreno
La cantautora Guatemalteca Gaby Moreno realizó una versión de Smile para el documental The Cove el cual ganó un Óscar al mejor documental.

## Versión de Il Divo
El cuarteto musical de crossover clásico Il Divo versiona el tema a cuatro voces. El tema se incluye en el álbum Timeless de 2018.

## Versión de Dave Gahan
El cantante británico Dave Gahan incluyó la canción en su álbum Imposter de 2021, publicado en conjunto con la banda Soulsavers.  

### Canciones y formatos
CD-Maxi Single
1. "Smile" (Versión corta) - 4:10
2. "Is It Scary" (Radio Edit) - 4:11
3. "Is It Scary" (Eddie's Love Mix Edit) - 3:50
4. "Is It Scary" (Downtempo Groove Mix) - 4:50
5. "Is It Scary" (Deep Dish Dark and Scary Radio Edit) - 4:34

12" Maxi single
- A1. "Smile" - 4:55
- A2. "Is It Scary" (Deep Dish Dark and Scary Remix) - 12:07
- B1. "Is It Scary" (Eddie's Rub-a-Dub Mix) - 5:00
- B2. "Is It Scary" (Eddie's Love Mix) - 8:00
- B3. "Off the Wall" (Júnior Vásquez Remix) - 4:57

Sencillo promocional
1. "Smile" (Short versión) - 4:10

Sencillo CD promocional
1. "Smile" (Short Versión) - 4:10
2. "Is It Scary" (Radio Edit) - 4:11

### Lista de posiciones
| Listas (2009)                    | Posición |
| -------------------------------- | -------- |
| U.S. Billboard Hot Digital Songs | 56       |

| Listas (2009)       | Posición |
| ------------------- | -------- |
| UK Singles Chart    | 74       |
| Swiss Singles Chart | 70       |